# Rajmund Kupareo
Rajmund Kupareo (Vrboska, 16. studenog 1914. – Zagreb, 6. lipnja 1996.) bio je hrvatski svećenik, pjesnik, teološki pisac, esejist, skladatelj, prevoditelj, nakladnik i redovnik dominikanac.

## Životopis
Rodio se kao, drugo od sedmero djece, u obitelji Juraj i Kate (rođ. Beritić), 16. studenog 1914. u Vrboskoj. Majka mu je umrla od raka, 14. travnja 1938. godine. Dvije godine nakon smrti svoje prve žene otac mu je oženio, 11. kolovoza 1940. u Splitu Šimicu Bakić. Oca su mu bez ikakvog suda smaknuli partizani u Maslinici na Šolti u siječnju 1943. godine. Kršten je 21. studenog 1914. u župnoj crkvi sv. Lovre u Vrboskoj te je dobio ime Luka.
Od 1920. do 1924. pohađao je pučku školu u Makarskoj i Hvaru. Nakon što je završio prvi razred gimnazije (današnji peti razred osnovne škole) sa nepunih 11 godina kreće u Apostolsku školu (dominikansko sjemenište s klasičnom gimnazijom u Bolu). Nakon završenih šest razreda gimnazije (današnji drugi razred srednje škole) odlazi u Dubrovnik. Tamo je 28. rujna 1930. godine primio iz ruku provincijala Markolina Knega dominikanski habit. Tom je prigodom uzeo redovničko ime Rajmund u čast sv. Rajmunda Penjafortskoga te započeo godinu kušnje. Zajedno s njim ušlo se još 18 mladića. Zajedno su 30. rujna 1931. položili prve zavjete pred oltarom sv. Dominika u Dubrovniku. Dana 8. listopada 1931. započeo je studij filozofije na Dominikanskom filozofsko-teološkom učilištu u Dubrovniku.
Ispit zrelosti polaže 22. srpnja 1932. te svečane zavjete, 17. rujna 1935. godine. Jedno vrijeme prekida studij zbog sušice. Dana 17. listopada 1937. zaređen je u Splitu, u crkvi sv. Katarine. Dana 31. listopada 1937. proslavio je u Vrboskoj Mladu misu. Za svoju svećeničku službu odabrao je geslo: „S Njim trpimo, da se s Njim i proslavimo“. Službovao je kao kapelan u Starom Gradu te u Resniku pokraj Zagreba (1939. – 1941.).
Studij na dominikanskoj Visokoj bogoslovnoj školi završava 1939. godine. Na Mudroslovnom fakultetu Hrvatskoga sveučilišta apsolvirao je filozofiju 1945. godine.
Godine 1946. prisiljen je napustiti Hrvatsku te odlazi u Češku. U Olomoucu postiže licencijat iz teologije. Od 1947. je u Nizozemsku te od 1948. u Madridu. Kupareo je zajedno s franjevcem Brankom Marićem dao ideju za osnivanje Zajednice Hrvata u Španjolskoj (šp. Union Croata en Espańa). Zajednica je osnovana 23. lipnja 1948. u franjevačkom samostanu „San Francisco Grande” u Madridu, a Kupareo je bio među odbornicima. Kasnije odlazi u Čile kako bi sudjelovao u obnovi Čileanske dominikanske provincije. Tamo je doktorirao 1951. godine na Papinskom katoličkom sveučilištu u Santiagu tezom „Ars et moralis”.
Od 1951. do 1971. na Filozofskom fakultetu Papinskoga katoličkoga sveučilišta u Santiagu predavao je i bio predstojnik katedre za estetiku i aksiologiju. Tu mu je 1955. godine dodijeljen lektorat iz teologije te počasni doktor 1959. godine.
U Santiagu je od 1951. godine uređivao tjednik „El Mundo católico” te uređivao „Anales de la Facultad de filosofía y ciencias de la educación”. Godine 1966. bio je pokretač i urednik časopisa „Aisthesis”. Godine 1964., na Filozofskom fakultetu Papinskoga katoličkoga sveučilišta u Čileu, utemeljio je „Institut za estetiku”.
Od 1985., bio je član Čileanske akademije znanosti i umjetnosti. Između ostalih, služio se pseudonimima: „Beretić”, „Beretich”, „Ranko Vrbov”, „Vrbov” itd. Ostavština mu je pohranjena u pismohrani Hrvatske dominikanske provincije u Zagrebu.
Godine 1971. vratio se u Hrvatsku. Kao član zagrebačkog dominikanskog samostana Kraljice svete Krunice bio je pokopan u samostanskoj grobnici. Dana 10. lipnja 1996. njegovo tijelo premješteno je u redovničku grobnicu na Mirogoju.

## Djela
Za života je objavio 25 knjiga svojih djela. Od tog je devet znanstvenih rasprava o estetici na hrvatskom, latinskom i španjolskom jeziku, a 14 je knjiga drama, pjesama, pripovjedaka i romana na hrvatskom, češkom i španjolskom jeziku. Neka djela su mu prilagođena kao radio-drama, kao Baraban iz 1943., koji je 1944. izveden na Hrvatskom krugovalu. Objavio je i hrvatski prijevod autobiografije sv. Male Terezije Povijest jedne duše.
- „Pjesme i psalmi” (Šibenik, 1939.)
- „U morskoj kući” (1940.)
- „Jedinac” (1942.)
- „Baraban” (Zagreb, 1943.)
- „Magnificat” (1943.)
- „Sliepo srdce – Gluma u dva čina” (Zagreb, 1944.)
- „Nad kolievkom srdca” (Zagreb, 1945.)
- „Nad rijekama” (Madrid, 1948.)
- „Pasión de Cristo” (Madrid, 1949.)
- „Blagoslov zvijezda” (Buenos Aires, 1961.)
- „Estetička aksiologija” (Santiago de Chile, 1964.)
- „Balada iz Magallanesa” (Zagreb, 1978.)
- „Pjesme, izbor 1930-1980” (Zagreb, 1980.)
- „Umjetnik i zagonetka života - ogledi iz estetike” (Zagreb, 1982.)
- „Můj malý žaltář” (Tišnov, 1982., 1988. i 2009.)
- „Prebivao je među nama” (Zagreb, 1985.)
- „Govor umjetnosti: ogledi iz estetike” (Zagreb, 1987.)
- „Čežnja za zavičajem: pripovijesti” (Zagreb, 1989.)
- „Sabrane pjesme” (Zagreb, 1992.)
- „Čovjek i umjetnost: ogledi iz estetike” (Zagreb, 1993.)
- „Svjetloznak” (Varaždinske Toplice, 1994.)

## Počasti

### Odlikovanja
- Red Danice hrvatske s likom Markom Marulica za iznimni doprinos hrvatskoj kulturi (1996.)
- Komendator reda Bernardo O'Higgins (1997.)[10]

### Ostalo
- Nagrada Vladimir Nazor za književnost (1995.)
- Nagrada Vladimir Nazor za životno djelo (1996.)[10]
- Ulica u Starom Gradu na Hvaru
- Poprsje u Vrboskoj ispred Gospine crkve-tvrđave
- Spomen-ploča na obiteljskoj kući[12]
- Poprsje na Institutu za estetiku Čileanskog papinskog katoličkog sveučilištu u Santiagu[13]

### Članci
- Radelj, Petar Marija. 2015. Obilježenost Rajmunda Kuparea Vrboskom. O stotoj godišnjici rođenja. Crkva u svijetu. Sveučilište u Splitu - Katolički bogoslovni fakultet. Split. 50 (1): 134–146
- Kovačević, Marko. 2013. Kupareo, Rajmund. Hrvatski biografski leksikon. Zagreb.  journal zahtijeva |journal= (pomoć)
- Borić, Gojko. 2010. Hrvati u Madridu. Matica Hrvatska. Zagreb.  journal zahtijeva |journal= (pomoć)